# نیلس-اوکه ساندل
نیلس-اوکه ساندل (سوئدی: Nils-Åke Sandell; ۵ فوریهٔ ۱۹۲۷ – ۲۹ مهٔ ۱۹۹۲) بازیکن و مربی فوتبال اهل سوئد بود.
از باشگاه‌هایی که در آن بازی کرده‌است می‌توان به باشگاه فوتبال اسپال و باشگاه فوتبال مالمو اشاره کرد.
وی همچنین در تیم ملی فوتبال سوئد بازی کرده‌است.